# Liste der Kulturdenkmäler in Pfalzfeld
In der Liste der Kulturdenkmäler in Pfalzfeld sind alle Kulturdenkmäler der rheinland-pfälzischen Ortsgemeinde Pfalzfeld aufgeführt. Grundlage ist die Denkmalliste des Landes Rheinland-Pfalz (Stand: 27. Oktober 2023).

## Einzeldenkmäler
| Bezeichnung              | Lage                      | Baujahr                    | Beschreibung | Bild                           |
| ------------------------ | ------------------------- | -------------------------- | --- | ------------------------------ |
| Hofanlage                | Hauptstraße 28 Lage       | 19. Jahrhundert            | Streckhof; Fachwerkhaus verschiefert, 19. Jahrhundert | BW                             |
| Bahnhof Pfalzfeld        | Hauptstraße 40 Lage       | um 1908                    | ehemaliger Bahnhof der Hunsrückbahn; Empfangsgebäude, Putz- und Quaderbau, um 1908; eineinhalbgeschossiges Lager- und Verladegebäude, Krüppelwalmdachbau; zugehörig: Wasserturm, bezeichnet 1907; bauliche Gesamtanlage mit Gleisanlage | weitere Bilder Fotos hochladen |
| Quereinhaus              | Hausbayer Straße 3 Lage   | 19. Jahrhundert            | Fachwerk-Quereinhaus, teilweise massiv und verschiefert, 19. Jahrhundert | BW                             |
| Evangelische Pfarrkirche | Kirchweg Lage             | 1582                       | barocker Bruchsteinsaal, bezeichnet 1747, Turm bezeichnet 1582; bauliche Gesamtanlage mit Friedhof | weitere Bilder Fotos hochladen |
| Hofanlage                | Ringstraße 2 Lage         | 19. Jahrhundert            | Hakenhof; Fachwerkhaus, teilweise verschiefert, 19. Jahrhundert | BW                             |
| Quereinhaus              | St. Goarer Straße 17 Lage | Ende des 19. Jahrhunderts  | Fachwerk-Quereinhaus, Ende des 19. Jahrhunderts | BW                             |
| Quereinhaus              | St. Goarer Straße 26 Lage | Mitte des 19. Jahrhunderts | Fachwerk-Quereinhaus, verschiefert, Mitte des 19. Jahrhunderts | BW                             |